# Masacre de la iglesia de Charleston
La masacre o tiroteo de la iglesia de Charleston fue un atentado que tuvo lugar el miércoles 17 de junio de 2015 en la Iglesia Metodista Episcopal Africana Emanuel, en Charleston, Carolina del Sur. Dicha iglesia es uno de los templos más antiguos de Estados Unidos siendo a la par parte importante en la historia de los derechos civiles.
Ese día un joven accedió al templo y empezó a disparar contra los fieles cobrándose nueve vidas (incluido el reverendo y senador: Clementa C. Pinckney) y un herido.
Al poco de tener lugar el atentado, la policía arresto en Shelby e identificó al atacante como Dylann Roof de 21 años de edad. El Departamento de Justicia estuvo barajando la posibilidad de que el ataque fuere un acto terrorista o bien un delito de odio, esta última fue confirmada por el FBI.
En cuanto al joven, fue acusado del asesinato de nueve personas y de tentativa por la décima por el Estado de Carolina del Sur. Roof fue acusado por separado de nueve cargos de asesinato en los tribunales estatales de Carolina del Sur. El 11 de enero de 2017, Dylan Roof fue encontrado culpable de los cargos federales y estatales, resultando en una condena a pena de muerte por inyección letal. De los nueve cargos estatales para evitar recibir una segunda sentencia de muerte y, como resultado, fue sentenciado a cadena perpetua sin posibilidad de libertad condicional. Recibirá apelaciones automáticas de su sentencia de muerte, pero finalmente puede ser ejecutado por el sistema de justicia federal.
Roof defendió el odio racial tanto en un sitio web manifiesto que publicó antes del tiroteo, como en un diario que escribió desde la cárcel después. En su sitio web, Roof publicó fotos de emblemas asociados con la supremacía blanca, incluida una foto de la bandera de batalla confederada. El tiroteo desencadenó debates sobre exhibición moderna de la bandera y otras conmemoraciones de la Confederación. Después de estos asesinatos, la Asamblea General de Carolina del Sur votó para quitar la bandera de los terrenos del Capitolio estatal y una ola de remociones conmemorativas o de monumentos confederados siguió poco después.
En ese momento, este fue uno de los dos tiroteos masivos más mortíferos en un lugar de culto estadounidense, el otro fue un ataque de 1991 en un budista templo en Waddell, Arizona desde entonces, las muertes por dos tiroteos en una iglesia en Sutherland Springs, Texas y una sinagoga en Pittsburgh, Pensilvania en 2017 y 2018, respectivamente, lo han superado. Es el tiroteo masivo más mortífero en la historia de Carolina del Sur a partir de 2023.

## Trasfondo
La iglesia tuvo un papel importante en la historia del Estado abarcando la esclavitud, la lucha por los Derechos Civiles en los años 60 y el movimiento Black Lives Matter de los años 2010. Fue fundada en 1816 siendo la iglesia episcopal afroamericana más antigua de Estados Unidos, los feligreses suelen referirse a ella como "Madre Emanuel". En 1822, uno de los cofundadores: Denmark Vesey intentó promover una rebelión contra la esclavitud. Esta acción le llevó a ser ejecutado junto a treinta y cinco personas más, en cuanto a la iglesia, fue quemada. Los ciudadanos de Charleston eran conscientes de que el levantamiento iba a tener lugar en la medianoche del 16 de junio y que las tensiones estallarían a la mañana siguiente. El asaltante escogió ese día al coincidir con el 193 aniversario de la fallida rebelión. El centro fue erigido de nuevo, pero clausurado junto con otras congregaciones de feligreses afroamericanos en 1834, no obstante se organizaron reuniones en secreto hasta que en 1865 se reorganizaron y adquirieron el nombre de Emanuel ("Dios con nosotros"). En 1886 la estructura volvió a sufrir daños, pero esta vez de manera natural a causa de un terremoto. La última restauración data de 1891.
El Pastor y Reverendo Clementa C. Pinckney llevaba organizando manifestaciones desde el asesinato de un afroaméricano el 4 de abril de 2015 a manos de un agente de policía cerca de North Charleston. Al ser Senador en Carolina del Sur exigió que todas las fuerzas del orden llevasen cámaras en sus uniformes. Un caso que guarda similitudes con este ataque fue el atentado de 1963 perpetrado por el KKK en una iglesia afroamericana de Birmingham, Alabama y en el que fallecieron cuatro personas y catorce fueron heridas. Este otro suceso supuso el culmen de la lucha por los Derechos Civiles.
Un notable número de estudiantes, periodistas, activistas y políticos pusieron énfasis en la necesidad de entender el significado del racismo en Estados Unidos en lugar de verlo como un "hecho aislado motivado por razones raciales". A lo largo de los siglos XIX y XX los ataques contra iglesias frecuentadas por afroamericanos fueron frecuentes. A finales de los años 1860 tras la guerra civil estadounidense, el terrorismo racial establecido por supremacistas blancos. No era extraño este tipo de ataques en los Estados del Sur en tiempos de la Reconstrucción tras la guerra. En 1871, el presidente Ulysses S. Grant le dio el estatus de "organización terrorista" al KKK y ordenó su disolución. En 1996 el Congreso aprobó una ley federal con el objetivo de amparar a las demás confesiones. Sin embargo, en 2009 se produjo otro ataque, aunque esta vez en el norte: Boston.

## Ataque

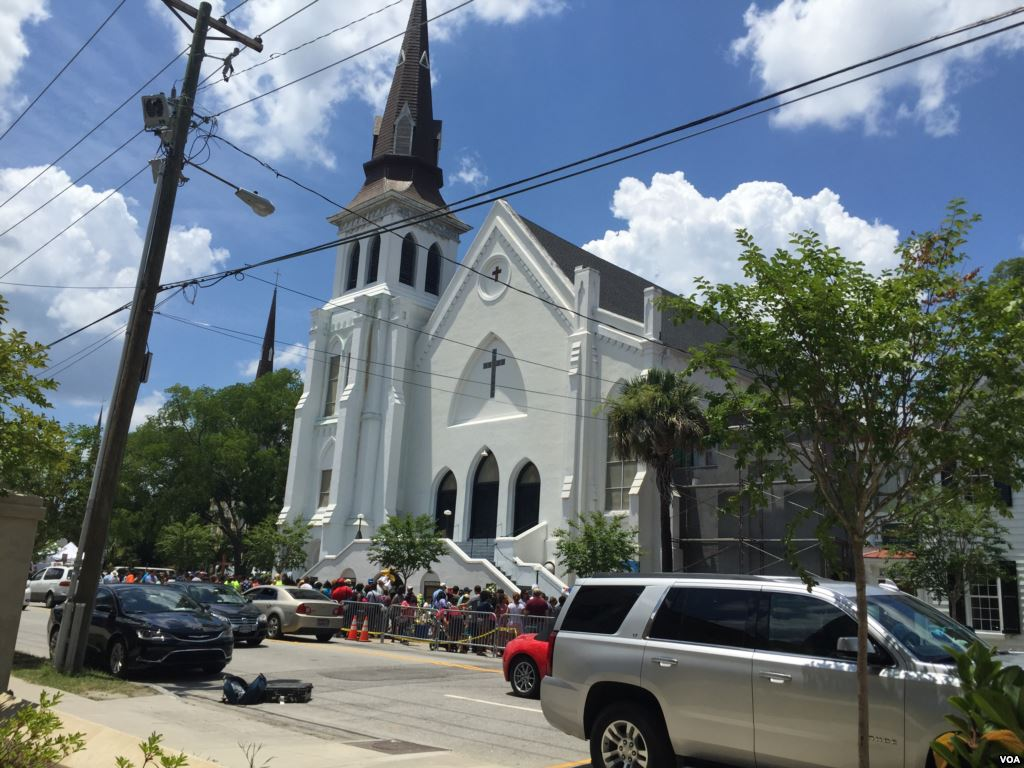
Iglesia de Charleston después del ataque

Aproximadamente a las 19:05 (hora local) del día 17 de junio de 2015 el Departamento de Policía de Charleston recibió llamadas alertando sobre un posible tiroteo en la Iglesia Emanuel. Según describían los testigos, el atacante era un hombre blanco de cerca 21 años y de 1,75 de estatura. El joven era rubio y llevaba un suéter, pantalones vaqueros y una riñonera en la que supuestamente llevaba armas, una de ellas una 0,45. Tras el ataque el joven huyó. Fue considerada la peor masacre en Estados Unidos desde el tiroteo del Templo Budista de Waddell, Arizona de 1991.
Una hora antes del ataque, Roof pidió a los presentes poder sentarse cerca del reverendo para verles en el estudio de la Biblia. Durante la actividad el joven empezó a discrepar cuando los asistentes (catorce en total) empezaron a debatir sobre las Escrituras. Al momento extrajo de una riñonera una especie de arma. Dos de los fallecidos: Susie Jackson (de 87 años) y su sobrino Tywanza Sanders (de 26 años) trataron de calmarle y preguntarle la razón de sus actos a lo que este respondió: "tengo que hacerlo. Violáis a nuestras mujeres y os estáis apoderando de nuestro país" mientras hacía uso de soflamas racistas al tiempo que empezó a disparar indiscriminadamente. Otros asistentes le oyeron decir: "queréis un motivo para rezar?, yo os lo daré." Dos de las supervivientes: la madre de Sanders y su sobrina de 5 años fingieron estar muertas.
La presidenta de la agrupación local de la NAACP: Dot Scott comentó sobre los testimonios de los familiares de las víctimas que el tiroteador le perdonó la vida a una mujer (a la madre de Sander) para que pudiese contarle a la opinión pública lo sucedido. El hijo de una de las víctimas afirmó sobre el joven que estaba dispuesto a suicidarse pero se quedó sin munición. Antes de abandonar el centro, lanzó insultos raciales contra los fallecidos.
Horas después se produjo una falsa amenaza de bomba en las proximidades del Hotel Marriott en la Calhoun Street suponiendo más problemas a la investigación de los hechos.

### Víctimas
Las víctimas, todas ellas de raza afroamericana, son seis mujeres y tres hombres. Ocho fallecieron en la escena del crimen mientras que la novena fallecería en el MUSC Medical Center. Entre los supervivientes había seis, una herida cuya identidad no fue trascendida y otros cinco sin herida de bala. La identidad de los fallecidos es la siguiente:
- Clementa C. Pinckney (41)
- Susie Jackson (87)
- Ethel Lee Lance (70)
- Depayne Middleton-Doctor (49)
- Cynthia Marie Graham Hurd (54)
- Tywanza Sanders (26)
- Daniel Simmons (74)
- Sharonda Coleman-Singleton (45)
- Myra Thompson (59)

## Reacción de las autoridades

### Búsqueda y captura
Tras el ataque, considerado por el FBI, la policía local y estatal como "crimen de odio" recibieron la orden de búsqueda y captura contra el —entonces— sospechoso. Para ello hicieron circular imágenes del supuesto autor de la matanza con el fin de recibir colaboración de la ciudadanía.
Roof fue detenido a las 10.44 (hora local) del día siguiente al ataque en una parada de tráfico en Shelby, Carolina del Norte. Durante el arresto le fue encontrada en el coche una pistola del calibre 0,45, aunque en aquel momento se desconocía si esa era el arma del delito. La policía recibió la llamada de una civil que reconoció a Roof desde su coche con matrícula de Carolina del Sur y una bandera decorativa de los Estados Confederados de América. La mujer declaró: "me acerqué y vi su peinado. Me puse nerviosa, era una sensación espantosa. ¿Era, o no era él?". Tras dar el aviso, Roof fue detenido 56 km más adelante.

### Procesamiento
En la tarde del 18 de junio fue trasladado al centro de detención del Sheriff en North Charleston, donde recibiría una orden de extradición. Su celda era contigua con la del preso Michael Slager, policía suspendido de servicio y acusado de asesinato en primer grado como responsable del tiroteo contra Walter Scott, otro civil afroamericano cuya muerte provocó tensiones raciales. De acuerdo con sus palabras, pretendía iniciar una guerra civil entre razas. También añadió que estuvo a punto de no llevar a cabo tal acción porque los miembros de la iglesia "habían sido amables" con él.
El 19 de junio recibió nueve cargos por asesinato y una por tenencia de armas. Su primera aparición ante el tribunal de Charleston fue vía videoconferencia. Durante audiencia de fianza los supervivientes y familiares tanto de estos primeros como de los fallecidos se dirigieron a Roof directamente para comunicarle que "rezaban por su alma" y que le perdonaban.
Durante la vista judicial, el juez James Gosnell, Jr., levantó controversias al equiparar en su declaración a las familias de las víctimas con las del acusado de asesinato múltiple. Su fallo también fue criticado al indemnizar a los afectados con solo 1 millón de dólares por cargos de posesión armas, pero ninguna por los nueve cargos de asesinato. Cabe destacar que Gosnell fue reprendido por la Corte Suprema de Carolina del Sur por farfullar insultos racistas durante un juicio en 2003.
La Gobernadora Nikki Haley exigió a la fiscalía la pena capital para Roof.

### Pena de muerte
El miércoles 25 de agosto de 2021, la Cortes de Apelaciones de Estados Unidos ratifica la pena de muerte para el acusado.

## Repercusiones

### Contexto del racismo

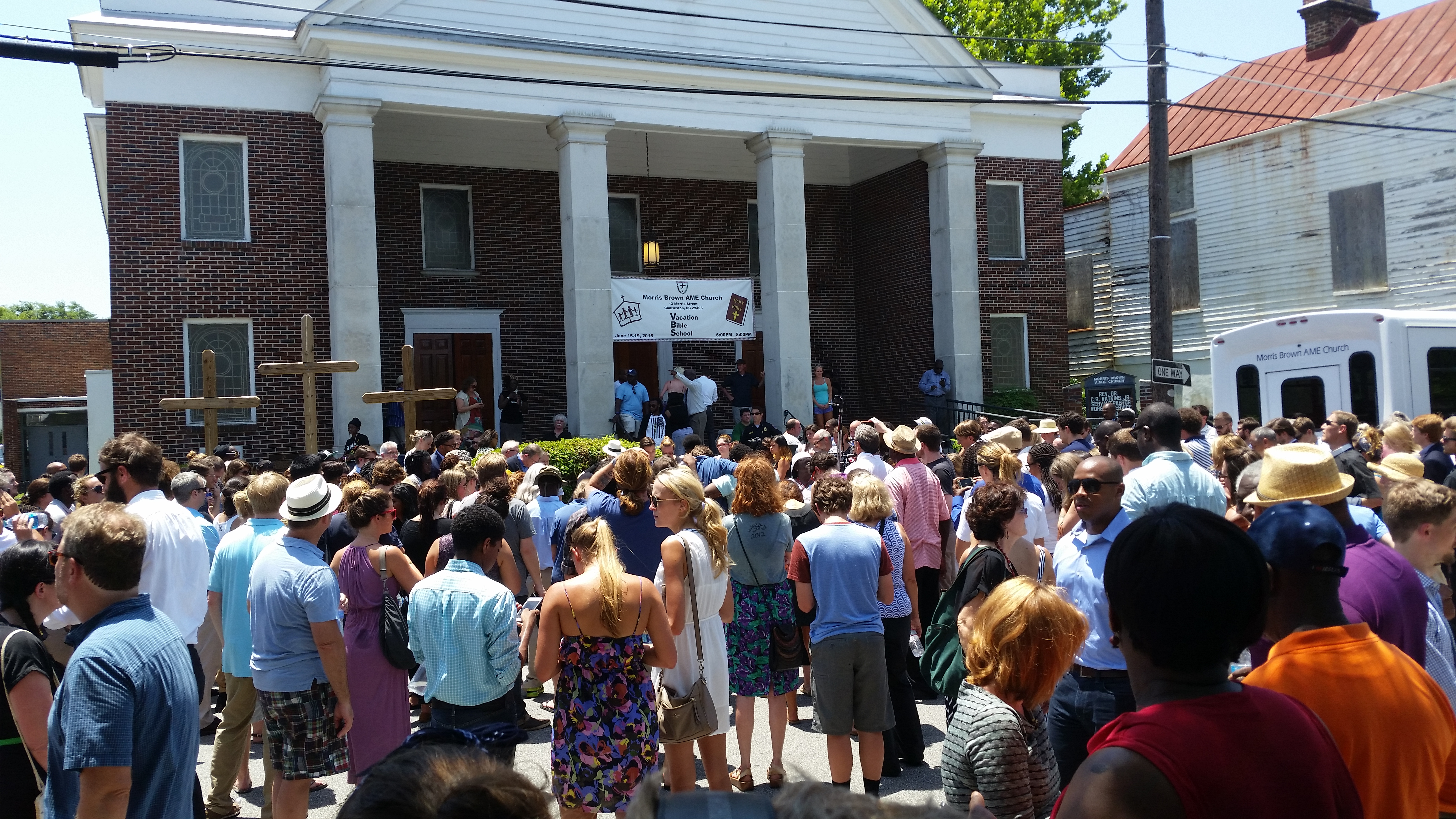
Vigilia en la Iglesia Metodista Africana Morris Brown

Heidi Beirich, directora del programa de inteligencia Southern Poverty Law Center (SPLC), organización con sede en Montgomery, Alabama, desde donde se rastrea a grupos que promueven la violencia racial, declaró que: "los comentarios del joven armado son el principal tema de los foros copados por supremacistas blancos, los cuales se sienten víctimas por parte de los negros y nadie les presta atención [...] La temática de una mujer blanca agredida sexualmente por parte de un hombre de raza afroamericana es bastante antigua". A sus declaraciones añadió: "con probabilidad es el ejército racista más veterano con presencia en Estados Unidos". En este punto de la investigación no queda claro de si el sospechoso tenía algún vínculo con estos grupos, no obstante, admite que en los últimos años ha habido un auge de estos colectivos en el Estado.
En la Iglesia Metodista Episcopal Africana Morris Brown, también en Charleston un numeroso grupo de personas de diversas razas y credos asistieron en una ceremonia por las víctimas del atentado con el objetivo de lanzar un mensaje de unidad. En el TD Arena de la universidad local también tuvo lugar una vigilia.
El 21 de junio, la iglesia atacada volvió a abrir sus puertas.
Jamelle Bouie escribió en Slate, "Haga cualquier lista de terrorismo anti-negro en los Estados Unidos, y también tendrá una lista de ataques justificados por el espectro de la violación negra". Citó la masacres raciales de Tulsa de 1921, la masacre de Rosewood de 1923 y el asesinato de Emmett Till de 14 años en 1955 como ejemplos. Beirich dijo que al principio de la investigación, no estaba claro si el sospechoso tenía alguna conexión con los grupos de odio. Señaló que "durante varios años, Carolina del Sur ha sido el lugar con la mayor densidad de grupos de odio".

### Gobierno y autoridades
El alcalde de la localidad Joseph P. Riley, Jr. condenó el ataque y declaró: "de todas las localidades, Charleston ha tenido que presenciar como un ser horrible y despreciable entra en una iglesia con la intención de matar a gente con la única idea de orar y colaborar entre sí. Es algo que escapa a nuestro conocimiento y que no se puede explicar. Abriremos nuestros brazos para proteger a la iglesia y a su comunidad."
Nikki Haley tuvo una respuesta más neutral: "mientras no sepamos todos los detalles, jamás comprenderemos lo que motiva a alguien para entrar en 'nuestras casas' y arrebatarle la vida a otro. Únanse con nosotros, por favor y acompañemos tanto a las víctimas como a sus familiares con nuestro amor y plegarias."
El Presidente Barack Obama anunció tras ser informado sobre el ataque: "de nuevo, gente inocente ha sido asesinada por uno con intenciones de provocar dolor sin tener problemas en recurrir a un arma. Somos un país en el que debemos lidiar con este tipo de violencia que en otros países avanzados no ocurren." El Presidente ofreció una conferencia de prensa en la que afirmó que [él y Michelle] conocían a varios miembros de la congregación del Emanuel, incluido el pastor. Tras condenar el ataque, declaró sus condolencias y apoyo a todas las víctimas.
El director del FBI James Comey evitó calificar el tiroteo como un "acto terrorista" y mandó una investigación centrada en un delito racial.

### Familias
Tras la primera vista judicial de Roof, su familia declaró sentirse consternación por las acciones de su hijo. Los familiares de las víctimas por su parte perdonaron al acusado.

### Comunidad religiosa
El WMC, asociación internacional de iglesias metodistas de la cual era parte la iglesia Emanuel pidió "rezar por las víctimas y ofrecer su apoyo a sus familias y demás miembros de la iglesia episcopal afectados por este crimen motivado por el odio". El presidente y vicepresidente de la Conferencia Británica Metodista escribieron una carta en señal de solidaridad.
La UMC, también afiliada al WMC e integrada en la comunidad metodista afroamericana llamó a sus miembros para "mostrar su apoyo a las víctimas y rechazar cualquier acto de violencia con el fin de buscar la paz".
Discurso similar vino de la Iglesia Metodista Episcopal Cristiana. Su máximo portavoz pidió que les permitiesen unirse al dolor de las familias, tanto de las víctimas como del perpetrador del tiroteo.
El Reverendo Olav Fykse Tveit, secretario general del WCC declaró: "rendimos nuestras plegarias para con los heridos y afectados aparte de ofrecerles solidaridad y compañía a nuestros hermanos y hermanas." El Arzobispo Joseph Edward Kurtz de la Conferencia Católica Estadounidense también remarcó sus palabras.
Diversas Organizaciones Judías se unieron para condenar el ataque y expresar su pesar y horror. En la Asamblea Rabínica en su estamento hizo mención de uno de los pasajes del Levítico: 

No te distraigas por la sangre de tu vecino.

 Al terminar el pasaje declaró: "el odio y actos violentos como este no tienen cabida en nuestra sociedad, sociedad conocida por su diversidad de razas y cultura".

## Objeto de debate

### Bandera confederada

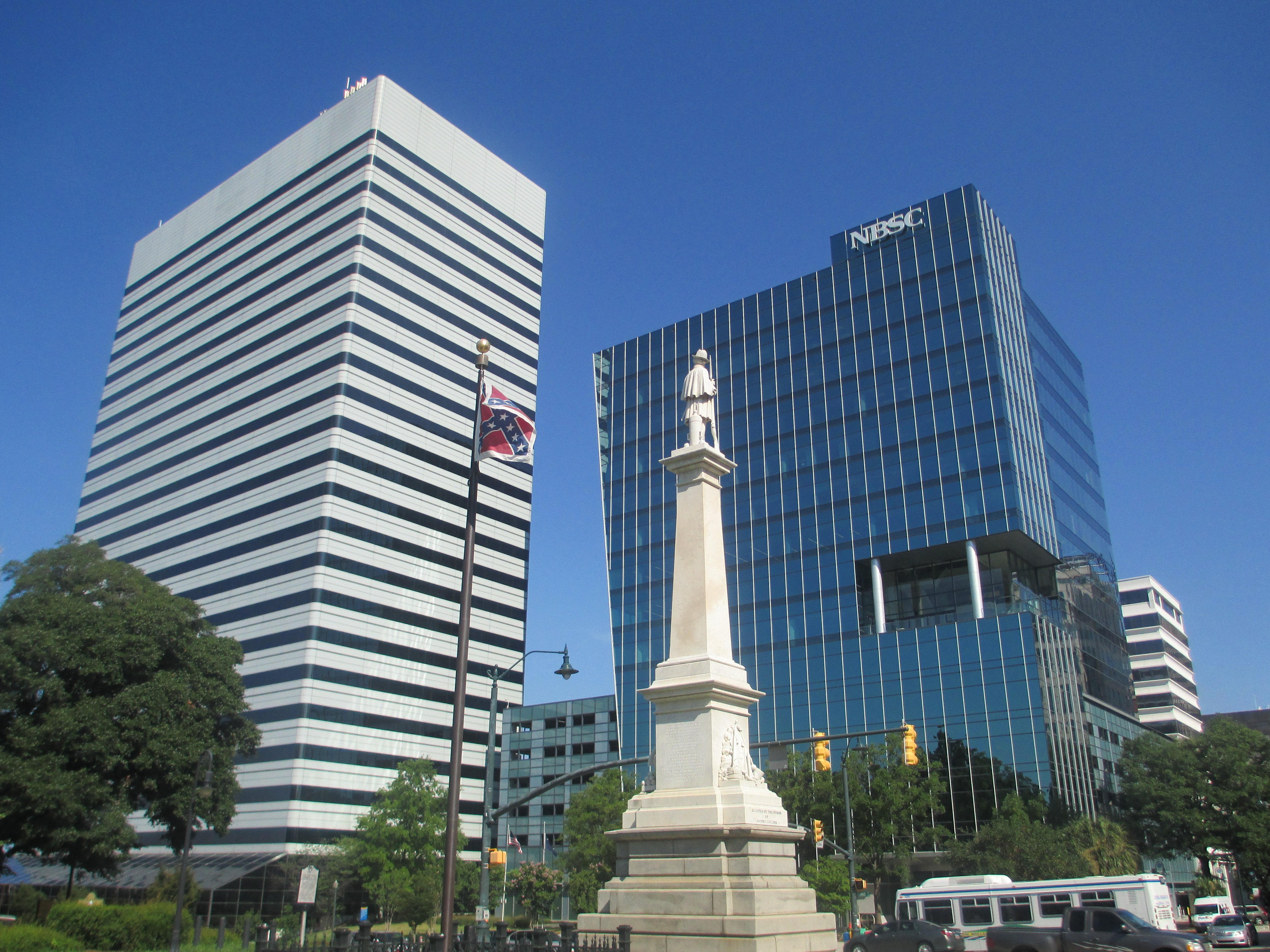
Monumento al Soldado Confederado con la bandera

A la mañana siguiente del suceso, la mayor parte de banderas confederadas, incluida la del Capitolio Estatal, ondearon a media asta a excepción del monumento al Soldado Confederado, puesto que se necesita un acuerdo aprobado por dos terceras partes de la Cámara legislativa. No obstante, el mástil tiene un mecanismo que hace imposible el subir y bajar la enseña siendo la retirada la única solución.
Tras el ataque se hicieron peticiones para retirar la bandera confederada de las instituciones, a la misma petición se unieron políticos como Barack Obama, Mitt Romney, Jeb Bush y demás. El 20 de junio una multitud se concentró frente a la Cámara del Estado en protesta por la presencia de la bandera. También se realizó una petición en línea vía MoveOn.org en la que se recogieron más de 300 mil firmas.
El 22 de junio se celebró una rueda de prensa en el Capitolio en el que la Gobernadora estaba acompañada por los líderes de ambos partidos, entre los que se incluían los Senadores Republicanos Lindsay Graham y Tim Scott y el anterior Gobernador Republicano Mark Sanford, el cual exigió la retirada de la bandera al ser según sus palabras: "parte integral de nuestro pasado". Haley alegó que "no permitirían que este símbolo sirva jamás para dividir", posteriormente ordenaría una reunión en la Cámara para tratar, aparte de los ajustes presupuestarios, la retirada de la bandera de la institución, sin embargo algunos abogados cuestionan la legalidad del asunto.
Ken Thrasher, representante de Sons of Confederate Veterans, organización contraria a la retirada de la bandera, declaró que si la Cámara vota por quitarla, acatarían la resolución. Partidarios de la enseña confederada entre las filas Republicanas afirmaron que se pondrían de lado de Haley.
El 23 de junio la Asamblea General de Carolina del Sur acordó incluir el tema de la bandera en la agenda especial tras una votación en la que los bipartisanos apoyaron la iniciativa de remover la bandera. La moción salió adelante de manera unánime por 103 a favor frente a 10 en contra. En la Cámara del Senado rindieron homenaje a Pinckney, fallecido en el ataque. Entre los legisladores a favor de la retirada se encontraba el Senado Paul Thurmond, hijo del también Senador Strom Thurmond, quien ya dirigiera con anterioridad una organización segregacionista.
En cuanto al merchandising, varias superficies comerciales y portales de venta por internet anunciaron que iban a retirar las banderas confederadas de sus stocks.

### Donaciones a la campaña de 2016 por parte de Earl Holt
El líder del Consejo de Ciudadanos Conservadores, Earl Holt (cuya website es mencionada por Dylann Roof en su manifiesto por compartir sus opiniones raciales) ofreció donativos de más de 74.000 dólares a los candidatos republicanos y demás comités para la campaña Presidencial de 2016. Entre los beneficiarios se encuentran los candidatos: Ted Cruz, Rick Santorum y Rand Paul, los cuales se sumaron a la condena por el ataque racista de Charleston. Sus respectivos portavoces afirmaron que los candidatos devolverían parte del dinero a Holt y el resto iría a los fondos de la iglesia para ayudar a los familiares. Otros doce republicanos comentaron que podrían devolver parte de las donaciones a Holt.